# Pierre Becquelin
Pierre Becquelin est un archéologue mayaniste français, chercheur au CNRS.
Historien de formation, Pierre Becquelin se tourne très vite vers l’archéologie. Formé sur les chantiers prehistoriques d’André Leroi-Gourhan, il intègre d’abord le projet de fouilles d’Henri Lehmann, Directeur du département d’Amérique du Musée de l’Homme, sur le site de Mixco Viejo au Guatemala (aujourd’hui Jilotepeque Viejo). II se consacre ensuite à l’exploration d’une zone mal connue de l’ouest du Guatemala, la région de Nebaj, de peuplement Ixil, le sujet de sa thèse. 
Conscient  des limites d’une recherche individuelle, il s’associe avec Claude F. Baudez, spécialiste de l’Amérique centrale, pour définir une recherche plus intensive en deux temps. Sous la direction de Baudez, un premier volet (196-1969) porte sur le site de Los Naranjos au Honduras, aux marges orientales  de l’aire maya, avec la participation de quelques étudiants. A leur retour en France, les deux chercheurs développent un enseignement au Musée de l’Homme, ce qui leur permet de former et de recruter quelques étudiants.
En 1971, ils entament le second volet de leur coopération, sur le site maya de Tonina. Ils bénéficient de la participation de plusieurs étudiants (Marie Charlotte Arnauld, Patricia Carot, Dominique Michelet, Eric Taladoire) et développent en parallèle une recherche pluridisciplinaire, en ethnologie (Alain Breton) et en ethnolinguistique (Aurore Monod). Cette première étape du projet Tonina sera suivie de deux autres, en 1977, dans la région de Bachajon, puis de 1979 à 1981. Dans l’intervalle, Pierre Becquelin effectue une courte mission au Brésil.
Satisfaits des résultats obtenus, Pierre Becquelin et Claude Baudez participent très activement et avec succès à la création d’une unité de recherche du CNRS (RCP ). Leur démarche est facilitée  par de premiers recrutements universitaires et à la Mission Archéologique et Ethnologique Française au Mexique. Pierre Becquelin s’investit aussi dans les activités de la Société des Américanistes de Paris, qu’il préside. Il poursuit son activité de structuration de la recherche avec la création de l’UMR 0896, Archéologie des Amériques, par la fusion des RCP antérieures d’archéologie mésoaméricaine et andine.
Il participe en parallèle, à divers projets de fouilles en région maya qu’il dirige, à Xculoc, puis Xcalumkin et enfin Balamku.
Directeur de Recherches Honoraire au CNRS, Pierre Becquelin se consacre actuellement à la publication des rapports de fouille relatifs à ses recherches.
Ouvrages
Archéologie de la Région de Nebaj (Guatemala). Mémoires de l'Institut d'Ethnologie, II, Université de Paris, Institut d'Ethnologie, Musée de l'Homme, Paris. 1969
(Avec Danièle Lavallée, Susana Monzon, Mireille Simoni-Abbat et Jacques Soustelle) Civilisations précolombiennes, Mexique, Pérou. Encyclopoche Larousse 36. Larousse, Paris.1978
(Avec Claude F. Baudez) Toniná, une cité maya du Chiapas. Collection Etudes Mésoaméricaines I (6) 1. MAEFM I (6) 2-3, MAEFM et ADPF. Paris. 1979-82
(Avec Claude F. Baudez) Le Monde Précolombien. Les Mayas. L’Univers des Formes. NRF Gallimard, Paris 1984
(Avec Eric Taladoire) Toniná, une cité maya du Chiapas. Coll. Etudes Mésoaméricaines I (6) 4. CEMCA, México. 1990
Principaux articles
Archéologie du Bassin supérieur du Rio Xacbal, Guatemala. JSA 54 (1): 142-43. Paris. 1965
(Avec Claude Baudez) Recherches archéologiques dans la région du lac de Yojoa, Honduras. JSA 57: 135-138. Paris. 1968
(Avec Claude Baudez) La séquence céramique de Los Naranjos, Honduras. XXXVIII ICA, Actes, vol. 1: 221-227. Munich. 1969.
Histoire et acculturation chez les indiens Ixil du Guatemala. JSA 59: 7-26. Paris. 1970
Distribution de quelques éléments iconographiques des stèles mayas de Copán. In L’homme hier et aujourd’hui, Recueil d’Etudes en Hommage à A. Leroi-Gourhan, pp. 253-62. Paris. 1973
(Avec Claude F. Baudez) Recherches archéologiques à Toniná, Chiapas, Mexique. JSA 60: 302-305. Paris.1971
(Avec Claude F. Baudez) Recherches archéologiques à Toniná, Chiapas, Mexique. La deuxième saison de fouilles. JSA 61: 255-57. Paris.1972
(Avec Claude F. Baudez) Architecture et sculpture à Toniná, Chiapas, Mexique. XLIe ICA, Actes vol. 1: 433-35. México. 1975
Recherches interdisciplinaires dans la région des Tzeltals du nord, Chiapas, Mexique. Cahiers des Amériques Latines n°25: 31-36. IHEAL, Paris. 1982
(Avec Eric Taladoire et al.) Recherches archéologiques à Toniná et dans la vallée d’Ocosingo, Chiapas, Mexique (1979-80). JSA 68: 209-11. Paris. 1982
Archéologie et identité nationale au Mexique. In G. Goucher et A. Schnapp (eds.) Archéologie, pouvoirs et sociétés, pp. 9-12. C.R.A.-C.N.R.S., Paris.1984
La Mésoamérique. L’archéologie française à l’étranger. Recherches et découvertes, pp. 383-401. Association pour la Diffusion de la Pensée Française, ERC, Paris. 1985
(Avec Dominique Michelet) La civilisation puuc du Yucatan. Dossiers d’Archéologie, n°145: 8-11. Les Amériques de la Préhistoire aux Incas. Dijon. 1990
Les quatre directions du monde maya. In A. Breton et al. (eds.) Vingt études sur le Mexique et le Guatemala réunies à la mémoire de Nicole Percheron, pp. 35-46. Collection Hespérides, Presses Universitaires du Mirail, Toulouse. 1991
(Avec Dominique Michelet et Eric Taladoire) Prospection de contrôle dans la vallée d’Ocosingo, Chiapas, Mexique. JSA 80: 185-190. Paris. 1994
(et al.) Le groupe sud de Balamku (Campeche, Mexique): éléments d’une histoire architecturale mouvementée. JSA 83: 229-249. Paris. 1997
Que savons-nous de l'économie maya préhispanique ? In P. Clancier, F. Joannès, P. Rouillard et S. Tenu (éds.) Autour de Polanyi. Vocabulaires, théories et modalités des échanges, pp. 261-271. Coll. Colloques de la Maison Archéologie & Ethnologie, René Ginouvès, n°1, De Boccard, Paris. 2005